# 液体抵抗器
液体抵抗器（えきたいていこうき）は、液体を電気抵抗体として利用した抵抗器。
液抵（えきてい）、水抵抗器（みずていこうき）ともいう。

## 概要
液体抵抗器は、電極のある容器に水や電解液を満たしたもの。
液中で電極の位置を近づけたり、離したりすることで抵抗値を無段階的に変化させることができる。
電流容量は大きく、大容量電動機の始動用抵抗器として用いられる。
また、非常用発電機などの実負荷試験においては、実際の負荷を接続する代わりに水抵抗器を負荷として使うことがある。
温度上昇の影響も少なく、日本電機工業会規格 (JEM) においては外気温40℃で液表面温度55℃としている。
極端な例であるが、抵抗値に大きな変化が見られなければ液が沸騰していても差し支えはない。